# Akisiaman
Akisiaman, ook wel Akisiamau, is een dorp in Suriname. Het ligt aan de linkeroever Pikin Rio, een bovenloop van de Boven-Surinamerivier in het district Sipaliwini.
Asidonhopo, de residentie van de granman van de Saramaccaners, ligt aan de overzijde van de rivier.
In de nabijheid bevinden zich de airstrip van Djoemoe en een zendmast van het Surinaamse telefoniebedrijf Telesur.
Abenaston · Adawai · Akisiaman · Akwaukondre · Amakakondre · Asenbaso · Asidonhopo · Atjoni · Aurora · Begoeba · Begoon · Bekiokondre · Bendikwai · Bendiwata · Biudoematoe  · Bofokoele · Botopasi · Dan · Dangogo · Daume · Debikè · Deboo · Djemongo · Djoemoe · Duwatra · Foetoenakaba · Gingiston · Goddo · Godowatra · Goejaba · Gran Slee · Grantatai · Gunsi · Heikoenoenoe · Jawjaw · Kaajapati · Kajana · Kambaloea · Kampoe · Koonoo · Kuututen · Ladouanie · Lespansi · Ligorio · Malobi · Malroseekondre · Masiakriki · Moitori · Nazaleti · Nieuw-Aurora · Padalafanti · Pambo Oko · Pikin Slee · Pingpe · Pokigron · Saloebanga · Semoisi · Soolan · Stonhoekoe · Tjaikondre · Toemaripa · Toetoeboeka